# Журавка (Шполянська міська громада)
Журавка — село в Україні, входить до Шполянської міської громади у Звенигородському районі (до адміністративно-територіальної реформи 2020 р. у Шполянському районі) Черкаської області.
У селі зареєстровано понад тисячу осіб.

## Історія
Станом на 1885 рік у колишньому власницькому селі, центрі Журавської волості Чигиринського повіту Київської губернії,  мешкало 2116 осіб, налічувалось 343 дворових господарства, існували православна церква, школа ("школа помещалась в общественном (громадском) доме, отопление же для нее, в зимнее время, дает помещик... Учеников обыкновенно бывает человек до двадцати") , 2 постоялих будинки та лавка. За 3 версти — Лебединський Миколаївський жіночий монастир з 2 православними церквами, школою, лікарнею, готелем, лавкою, відбувались щорічні ярмарки 9 травня, 6 серпня та 15 серпня. За версту — вугільна копальня. У селі Журавка знаходився маєток графа Бобринського. 
За переписом 1897 року кількість мешканців зросла до 2878 осіб (1403 чоловічої статі та 1475 — жіночої), з яких 2808 — православної віри.
26 січня 1944 року село було звільнене силами 5-ї гвардійської танкової армії генерала П. Ротмістрова, безпосередньо - 155-ю танковою бригадою: до 11:30 було звільнено північно-східну частину села, до 15:00 йшло очищення села від дрібних груп противника, о 17:00, залишивши в Журавці роту протитанкових рушниць, бригада рушила на Лебедин. В ході наступу 155 тбр було  розгромлено штаб і захоплено знамено 125-го артилерійського полку ворога, захоплено продовольчий, речовий, артилерійський склади і склад ПММ, знищено до 300 солдат і офіцерів противника, 50 гітлерівців було взято у полон. 4-х з них узяв у полон командир відділення роти автоматників моторизованого стрілецько-кулеметного батальйону 155 тбр червоноармієць Михайло Дармаєв. Разом з 155-ю тбр діяла 8-а гвардійська танкова бригада. Від неї в селі залишився мотострілецький батальйон. 
У жовтні 1959 року у зв'язку з ліквідацією Златопільського району село увійшло до складу Шполянського району.

## Населення

### Мова
Розподіл населення за рідною мовою за даними перепису 2001 року:
| Мова            | Кількість | Відсоток |
| --------------- | --------- | -------- |
| українська      | 1497      | 98.81%   |
| російська       | 11        | 0.73%    |
| інші/не вказали | 7         | 0.46%    |
| Усього          | 1515      | 100%     |

## Пам'ятки
- Панський — гідрологічний заказник місцевого значення.

## Персоналії
- Кротевич Костянтин Максимович (1872—після 1931) — український релігійний діяч, архієпископ Вінницький УАПЦ, юрист.